# خواب (فیلم ۲۰۲۳)
خواب (کره‌ای: 잠؛ انگلیسی: Sleep) یک فیلم کمدی سیاه ترسناک معمایی دلهره‌آور سال ۲۰۲۳ کره جنوبی به نویسندگی و کارگردانی جیسون یو، به عنوان اولین تجربه کارگردانی او است. جونگ یو می و لی سون کیون در این فیلم بازی کردند. خواب در جشنواره فیلم کن ۲۰۲۳ در بخش هفته بین‌المللی منتقدان در تاریخ ۳۱ مه ۲۰۲۳ به نمایش درآمد.

## بازیگران
- جونگ یو می در نقش سو جین
- لی سون کیون در نقش هیون سو

## تولید
تصویربرداری اصلی در ۱۲ آوریل ۲۰۲۲ به پایان رسید.

## جوایز و نامزدی‌ها
| مراسم جوایز | تاریخ مراسم | دسته                              | گیرنده   | نتیجه    | منابع |
| ----------- | ----------- | --------------------------------- | -------- | -------- | ----- |
| جشنواره کن  | ۲۵ مه ۲۰۲۳  | هفته بین‌المللی منتقدان گرند پریکس | جیسون یو | نامزدشده |       |
| جشنواره کن  | ۲۷ مه ۲۰۲۳  | دوربین طلایی                      | جیسون یو | نامزدشده | [ ۱ ] |